# NCSM Vancouver (FFH 331)
Le NCSM Vancouver (FFH 331), est une frégate canadienne, le second de la classe Halifax. Il est en service depuis 1993 et assigné à la Force maritime Pacifique, sous le Commandement de la Force maritime du Canada des Forces canadiennes et est basé au port d'Esquimalt, en Colombie-Britannique. Le navire est le troisième du nom, le partageant avec le NCSM Vancouver (K225) (destroyer) et le NCSM Vancouver (F6A) (corvette).

## Service
Le NCSM Vancouver sert principalement dans l'océan Pacifique pour la protection de la souveraineté territoriale du Canada et l'application de la loi dans sa zone économique exclusive.
Le navire sert notamment au sein du groupe aéronaval mené par le USS John C. Stennis (CVN-74) en 2002 après les attentats du 11 septembre 2001, au Moyen-Orient.
Vancouver sert également au sein de l'opération Appolo dans le golfe Persique en 2003.